# Dottenijs Sport
Dottenijs Sport is een Belgische voetbalclub uit Dottenijs. De club is aangesloten bij de KBVB met stamnummer 1619 en heeft geel en blauw als kleuren. Dottenijs speelde in zijn bestaan hoofdzakelijk in de provinciale reeksen, maar verbleef ook acht seizoenen in de nationale reeksen. Dottenijs Sport speelt niet in de Henegouwse maar in de West-Vlaamse reeksen, aangezien Dottenijs bij de oprichting nog een West-Vlaamse gemeente was.

## Geschiedenis
Rond 1915 begon men in Dottenijs met voetballen op vriendschappelijk niveau en ontstond Union Sportive Dottignienne. De eerste jaren bleef men lokale wedstrijden spelen. In 1930 sloot de club zich aan bij de Belgische Voetbalbond en kreeg er stamnummer 1619 toegekend. Dottenijs bleef de volgende vierde decennia in de West-Vlaamse provinciale reeksen spelen.
In 1977 kon de club voor het eerst doorstoten naar de nationale Vierde Klasse. De club draaide er meteen mee in de middenmoot. Dottenijs Sport was in die tijd zelfs de eerste club uit de gemeente Moeskroen, want het oudere Excelsior Moeskroen was in die periode even weggezakt uit de nationale reeksen. In 1981 slaagde Dottenijs er in reekswinnaar te worden; Excelsior Moeskroen was toen derde. Voor het eerst stootte Dottenijs zo door naar Derde Klasse.
Het eerst jaar in Derde Klasse kon men nog de degradatiezone vermijden, maar in 1983 eindigde de club afgetekend als laatste in zijn reeks. Na twee seizoenen zakte Dottenijs terug naar Vierde Klasse. Twee jaar later eindigde men daar als voorlaatste en zo verdween Dottenijs Sport in 1985 na acht jaar nationaal voetbal weer naar de provinciale reeksen.
Dottenijs kon nooit meer terugkeren op het nationale niveau en zakte geleidelijk verder weg. In 2010 kende de club problemen en dreigde ze even te verdwijnen. Dottenijs speelde op dat moment in Vierde Provinciale, het allerlaagste niveau.
In het seizoen 2015/16 speelde Dottenijs terug in Tweede provinciale, en in 2022/23 werden ze er kampioen, waardoor ze in seizoen 2023/24 terug in Eerste provinciale uitkomen.

## Resultaten
| Seizoen | Klasse | Klasse | Klasse | Klasse | Klasse | Klasse | Klasse | Klasse | Klasse | Reeks                                                    | Punten                                                   | Opmerkingen                                              |
|         | 1A     | 1B     | 1Am    | 2Am    | 3Am    | P.I    | P.II   | P.III  | P.IV   | Vanaf 2016-17 zijn er 3 nationale en 2 regionale niveaus | Vanaf 2016-17 zijn er 3 nationale en 2 regionale niveaus | Vanaf 2016-17 zijn er 3 nationale en 2 regionale niveaus |
| ------- | ------ | ------ | ------ | ------ | ------ | ------ | ------ | ------ | ------ | -------------------------------------------------------- | -------------------------------------------------------- | -------------------------------------------------------- |
| 2016/17 |        |        |        |        |        |        | 2      |        |        | Tweede prov. W.-Vl. B                                    | 54                                                       |                                                          |
| 2017/18 |        |        |        |        |        |        | 3      |        |        | Tweede prov. W.-Vl. B                                    | 59                                                       |                                                          |
| 2018/19 |        |        |        |        |        |        | 4      |        |        | Tweede prov. W.-Vl. B                                    | 50                                                       |                                                          |
| 2019/20 |        |        |        |        |        |        | 5      |        |        | Tweede prov. W.-Vl. B                                    | 41                                                       | seizoen vroegtijdig stopgezet wegens de Coronacrisis.    |
| 2020/21 |        |        |        |        |        |        | -      |        |        | Tweede prov. W.-Vl. B                                    | -                                                        | Geschrapt wegens de Coronacrisis.                        |
| 2021/22 |        |        |        |        |        |        | 10     |        |        | Tweede prov. W.-Vl. B                                    | 37                                                       |                                                          |
| 2022/23 |        |        |        |        |        |        | 1      |        |        | Tweede prov. W.-Vl. A                                    | 53                                                       | Promotie                                                 |
| 2023/24 |        |        |        |        |        | 15     |        |        |        | Eerste prov. W.-Vl.                                      | 15                                                       | Degradatie                                               |
| 2024/25 |        |        |        |        |        |        | 16     |        |        | Tweede prov. W.-Vl. B                                    | 19                                                       | Degradatie                                               |
| 2025/26 |        |        |        |        |        |        |        |        |        | Derde prov. W.-Vl. C                                     |                                                          |                                                          |